# Michael Hargreaves Whitten
Michael Hargreaves Whitten es un jurista australiano, que desde sirvió en el cargo de Lord Presidente de la Corte Suprema de Tonga entre 2019 y 2023.

## Carrera

### En Australia
Nacido en Mackay, Queensland, trabajó como defensor público en Brisbane entre 1986 y 1988, y luego como secretario de un juez del Tribunal de Distrito de Queensland entre 1988 y 1989. En 1990 fue admitido en el Colegio de Abogados de Queensland y ejerció el derecho penal y de familia. En 1996 se trasladó a Melbourne, donde ejerció el derecho civil y comercial. En 2015 fue nombrado Consejero de la Reina.

### En Tonga
En julio de 2019 fue nombrado Lord Presidente de la Corte Suprema de Tonga, accediendo al cargo el 2 de septiembre, en sucesión de Owen Paulsen.
Como presidente de la Corte Suprema, presidió la apelación del ex primer ministro Sialeʻataongo Tuʻivakanō contra sus condenas por soborno, lavado de dinero y posesión de armas de fuego, así como la petición electoral por la que el ministro del gabinete, Sione Sangster Saulala, perdió su escaño tras las elecciones generales de Tonga de 2021.
En 2020, su residencia en Tonga fue destruida por el ciclón Harold.En septiembre de 2023 dejó el cargo.